# DjVu
DjVu（读作déjà vu）是一种计算机文件格式，主要用于存储扫描的文档。这种格式的特色包括图像分层、渐进载入、算术编码、对二进制图像进行有损压缩，从而以较小的空间，存放高质量的可读图像，過去曾經廣泛的用於掃描書籍保存的格式。
DjVu 可添加光学文字识别的文本层，这样就可以使用复制与粘贴操作。
DjVu技术最初由AT&T实验室的扬·勒丘恩（Yann Le Cun）、Léon Bottou、Patrick Haffner和Paul G. Howard于1996年开发。DjVu是一种开放的文件格式，文件格式规范与参考库的源代码都公开发布。商业开发的所有权几年来被转给了不同的公司，包括AT&T和LizardTech。原作者维护着一个GPL實作，称为DjVuLibre。
2002年，DjVu、TIFF和PDF被Internet Archive的百萬書籍計劃（Million Book Project）选中，作为公有领域书籍扫描后上线的文件格式。

## 對比
渐进载入使得DjVu适合于应用于網際網路。DjVu 格式在扫描文档上，檔案大小和開啟速度通常都優於 PDF 格式。
由於大部分編輯軟體不支援生成 DjVu 格式，同時支援 DjVu 格式的編輯器相較於 PDF 格式來說並不普及。儲存空間和網絡速度和已經不再是瓶頸。文字為主的書籍更多的保存為 ePub 格式（適合在小尺寸的行動裝置上閱讀，自訂排版）和 PDF，種種原因使得在新的個人掃描文件上 DjVu 格式已經不再普遍。